# Texel (oveja)
Texel es una raza ovina originaria de la isla Texel de Holanda, muy utilizada en Estados Unidos, Australia, Nueva Zelanda, Argentina, Brasil, Paraguay, Uruguay y en países de Europa, para producir carne.

## Características
Es una oveja doble propósito, con mucha musculatura, que produce carne magra, los machos adultos pueden pesar entre 100 y 140 kg, las hembras maduras pueden pesar entre 90 y 100 kg. La lana es de un calibre de alrededor de 28 a 32 micrónes y se utiliza sobre todo para los hilados de medias de lana y para tejer otras prendas. Su cabeza está libre de lana, igual que sus patas.
Existe una variedad de color negro también llamada Blue o naturalmente colorida.

## Historia
Las ovejas Texel se originaron en la isla Texel, la mayor de las islas de Frisia en la costa norte de los Países Bajos. El origen exacto de la raza es desconocido aunque se cree que es un cruce de múltiples razas inglesas, fue criada por su aptitud cárnica de calidad, ahora es una de las razas de carne más común en los Países Bajos, que constituye el setenta por ciento del rebaño nacional.